# سباق طواف فرنسا 1984
سباق طواف فرنسا 1984 من سلسلة سباقات سباق طواف فرنسا. أقيم هذا السباق في تاريخ 29 يونيو - 22 يوليو 1984 على 23+Prologue مراحل. بعد مرور 112 ساعة و03 دقيقة و40 ثانية وبعد طي 4020.9 كم بمتوسط 34.906 كم في الساعة فاز بالميدالية الذهبية لاورنت فيغنون من فرنسا، فيما حصد برنار هينو من فرنسا الميدالية الفضية، وكانت الميدالية البرونزية من نصيب جريج ليموند من الولايات المتحدة.

## الميداليات
| ذهب                   | فضة                | برونز                          |
| لاورنت فيغنون - فرنسا | برنار هينو - فرنسا | جريج ليموند - الولايات المتحدة |